# Yokohama TWS Czech Republic
Yokohama TWS Czech Republic a.s. je společnost, která vznikla 15. ledna 1991 pod názvem MITAS a.s. jako nástupce státního podniku MITAS Praha. V období od 1. července 2018 do 29. května 2023 nesla název Trelleborg Wheel Systems Czech Republic a.s. Začáteční písmena Trelleborg Wheel Systems tvoří část názvu společnosti Yokohama TWS Czech Republic a.s.

## ČGS Holding
Dne 18. 5. 2012 přešla na nástupnickou obchodní společnost ČGS HOLDING a. s., se sídlem Praha 10, Záběhlice, Švehlova 1900/3, IČ 248 11 742, akcie obchodní společnosti MITAS a.s., IČ 000 12 190, akcie obchodní společnosti RUBENA a.s,. IČ 000 12 131. Majiteli společnosti byli Tomáš Němec, který byl v žebříčku nejbohatších Čechů Forbes v roce 2023 na 23. místě a Oldřich Šlemr, který byl na místě devatenáctém.

## Trelleborg Wheel Systems Czech Republic
V roce 2016 byla dokončena koupě firmy ČGS Group, a.s. firmou Trelleborg Whel Systems Czech Republic.

## Yokohama TWS Czech Republic
Dne 2. května 2023 Yokohama Rubber Co., Ltd., oznámila, že dokončila akvizici všech akcií společnosti Trelleborg Wheel Systems Holding AB (dále jen TWS), švédské společnosti zabývající se výrobou a prodejem off-highway pneumatik (dále OHT) pro zemědělské a průmyslové stroje. Obchodní transakce byla v ceně 2,074 miliardy Euro.  Firma Yokohama TWS vyrábí a prodává výrobky značek Trelleborg, Mitas, Maximo, Cultor a Interfit. Yokohama Rubber, sídlí v Hiratsuce (japonsko) a je světovým lídrem v odvětví výroby pneumatik a dalších pryžových aplikací, jako jsou třeba dopravníkové pásy nebo hadice. Yokohama Rubber zaměstnává zhruba 28 000 pracovníků a působí ve 120 zemích celého světa.